# Очковый хименопс
Очковый хименопс (Hymenops perspicillatus) — птица из семейства Тиранновые. Единственный вид в роде Hymenops.

## Внешний вид
Длина тела составляет 13—14 сантиметров.
Окраска разнится в зависимости от пола. У самцов оперение чёрное с белыми участками на кромке крыльев и вокруг глаз. Самки имеют менее насыщенный окрас коричневого и светло-серого оттенков с тёмными полосами, глаза также окружены кольцами.

## Распространение
Птицы обитают в Южной Америке, а именно в следующих странах: Аргентина, Боливия, Бразилия, Парагвай, Перу, Уругвай и Чили.
Гнездятся исключительно рядом с водой, поэтому их можно встретить на лугах и в болотных угодьях. Гнёзда имеют форму широкой и глубокой чаши и делаются из корней и трав.

## Питание
Питаются насекомыми, которых ловят в полёте.